# Еспенау
Еспенау (нім. Espenau) — сільська громада в Німеччині, знаходиться в землі Гессен. Підпорядковується адміністративному округу Кассель. Входить до складу району Кассель.
Площа — 13,59 км2. Населення становить 5174 ос. (станом на 31 грудня 2020).